# Veinte Verdades Peronistas
Las Veinte Verdades Peronistas fueron enunciadas por Juan Domingo Perón, para difundir de manera simple los objetivos, valores y filosofía del peronismo, durante un discurso pronunciado el 17 de octubre de 1950, en ocasión de cumplirse el quinto aniversario de la movilización popular que lo liberó cuando había sido detenido por los militares y logró que el gobierno militar convocara a las elecciones de 1946.

## Las 20 verdades
1. La verdadera democracia es aquella donde el gobierno hace lo que el pueblo quiere y defiende un solo interés: el del pueblo.
2. El peronismo es esencialmente popular. Todo círculo político es antipopular y, por lo tanto, no peronista.
3. El peronista trabaja para el Movimiento. El que en su nombre sirve a un círculo o a un caudillo, lo es solo de nombre.
4. No existe para el peronismo más que una sola clase de hombres: los que trabajan.
5. En la nueva Argentina, el trabajo es un derecho que crea la dignidad del hombre, y es un deber, porque es justo que cada uno produzca por lo menos lo que consume.
6. Para un peronista no puede haber nada mejor que otro peronista. (Nota: En 1973, Perón sostuvo que esta verdad debía ser reformulada por la siguiente: "Para un argentino no puede haber nada mejor que otro argentino").[1]
7. Ningún peronista debe sentirse más de lo que es, ni menos de lo que debe ser. Cuando un peronista comienza a sentirse más de lo que es, empieza a convertirse en oligarca.
8. En la acción política, la escala de valores de todo peronista es la siguiente: primero la Patria, después el Movimiento y luego los hombres.
9. La política no es para nosotros un fin sino solo el medio para el bien de la Patria, que es la felicidad de sus hijos y la grandeza nacional.
10. Los dos brazos del peronismo son la justicia social y la ayuda social. Con ellos damos al pueblo un abrazo de justicia y de amor.
11. El peronismo anhela la unidad nacional y no la lucha. Desea héroes, pero no mártires.
12. En la nueva Argentina los únicos privilegiados son los niños.
13. Un gobierno sin doctrina es un cuerpo sin alma. Por eso el peronismo tiene una doctrina política, económica y social: el Justicialismo.
14. El Justicialismo es una nueva filosofía de la vida, simple, práctica, popular, profundamente cristiana y profundamente humanista.
15. Como doctrina política, el Justicialismo realiza el equilibrio del derecho del individuo con el de la comunidad.
16. Como doctrina económica, el Justicialismo realiza la economía social, poniendo el capital al servicio de la economía y ésta al servicio del bienestar social.
17. Como doctrina social, el Justicialismo realiza la justicia social, que da a cada persona su derecho en función social.
18. Queremos una Argentina socialmente justa, económicamente libre y políticamente soberana.
19. Constituimos un gobierno centralizado, un Estado organizado y un pueblo libre.
20. En esta tierra lo mejor que tenemos es el pueblo.

Fuente: Discurso de Juan Domingo Perón, 17 de octubre de 1950.

## Análisis y explicación de las verdades peronistas
Muchas de estas verdades se encuentran explicadas en el libro filosofía peronista, escrito por Juan Domingo Perón. En dicho libro, Perón explica que:

Todo movimiento colectivo que trata de introducir modificaciones de fondo en la estructura social, debe tener una sólida justificación filosófica. Esta afirmación es corroborada por la historia, pues las grandes corrientes transformadoras han obrado siempre con un firme respaldo filosófico.

Según José Luis Di Lorenzo:

"La Filosofía Justicialista desarrolla una concepción sobre el Hombre, la naturaleza, la historia, el Estado, el poder y la relación con la trascendencia. Se trata de una filosofía de la periferia y por lo tanto descalificada por inferior, por bárbara, hasta por inexistente."